# Fritz Traskowski
Fritz Traskowski (* 29. Juli 1909; † 6. August 1987 in Halle (Saale)) war ein deutscher kommunistischer Widerstandskämpfer gegen den Nationalsozialismus, Häftling im KZ Lichtenburg, VVN-Funktionär und Funktionär der Nationalen Front der DDR.

## Leben
Traskowski trat mit 21 Jahren in die Kommunistische Partei Deutschlands (KPD) ein und engagierte sich gegen den aufkommenden Nationalsozialismus. Er wurde Politischer Leiter des KPD-Unterbezirks Heldrungen. Nach der Machtergreifung der NSDAP leistete er in der Illegalität Widerstand gegen das NS-Regime, wurde verhaftet und kam in das KZ Lichtenburg. In einem Erinnerungsbericht als Zeitzeuge schilderte er, wie er mit 500 anderen Gefangenen in Marschkolonnen ab Dommitzsch über Prettin bis auf die Lichtenburg gebracht wurde. Später äußerte er zu seinen KZ-Erfahrungen:

„Der feste Wille, sich von den Banditen nicht unterkriegen zu lassen, unsere Weltanschauung, die Lehre des Marxismus-Leninismus, die Erziehung der Partei und schließlich unser Klassenbewusstsein gaben uns die Kraft, alle Drangsale zu überstehen.“

Im Zweiten Weltkrieg wurde Traskowski zur Strafdivision 999 einberufen.
Als die NS-Herrschaft beseitigt war, gehörte er als Mitglied zur wieder gegründeten KPD und wurde mit der Zwangsvereinigung von SPD und KPD 1946 Mitglied der Sozialistischen Einheitspartei Deutschlands (SED). Seit 1947 war er Landessekretär des VVN-Landesverbandes Sachsen-Anhalt. Von 1952 bis 1953 war er Vorsitzender des VVN Bezirksverbands Halle (Saale). Danach übte er die Funktion des Ersten Sekretärs des Bezirksausschusses Halle der Nationalen Front aus und war Mitglied des Bezirkskomitees der antifaschistischen Widerstandskämpfer. 
Fritz Traskowski war verheiratet mit Ehefrau Kläre, geborene Jahns.

## Ehrungen
- 1979 Vaterländischer Verdienstorden in Gold[3]
- 1984 Vaterländischer Verdienstorden (Ehrenspange)[4]
- Am 15. August 1989 wurde die Jugendbrigade Vorfertigung aus dem Mansfeldkombinat für einige Monate nach Traskowski benannt, wie das SED-Organ Freiheit berichtete. Die Jugendlichen hatten enge Kontakte zur Frau des KPD-Funktionärs gepflegt.[5]
- Die 1989 eröffnete Schule in der halleschen Erich-Kästner-Straße 34 wurde nach Traskowski benannt. Nach der Wende wurde sie in Grundschule Thomas Mann umbenannt und später (nach der Fusionierung mit einer anderen Schule) abgerissen.[6]

## Veröffentlichungen
- Zur Geschichte der Arbeiterbewegung im Kreis Artern / H. 1. Biographien, Erinnerungsberichte, Dokumente [1981]